# Crawleyside
Crawleyside är en by i civil parish Stanhope, i kommunen Durham i grevskapet Durham i England. Byn är belägen 1 km från Stanhope. Orten har 170 invånare (2001).